# Liste der Kulturdenkmale in Tanneberg (Mittweida)
In der Liste der Kulturdenkmale in Tanneberg sind die Kulturdenkmale des Mittweidaer Ortsteils Tanneberg verzeichnet, die bis Juni 2023 vom Landesamt für Denkmalpflege Sachsen erfasst wurden (ohne archäologische Kulturdenkmale). Die Anmerkungen sind zu beachten.
Diese Aufzählung ist eine Teilmenge der Liste der Kulturdenkmale in Mittweida.

## Tanneberg
| Bild                                    | Bezeichnung                                                                                | Lage                                   | Datierung | Beschreibung | ID       |
| --------------------------------------- | ------------------------------------------------------------------------------------------ | -------------------------------------- | --- | --- | -------- |
| Direkt Bild zu diesem Denkmal hochladen | Zwei Speichergebäude an der Bahnstrecke Riesa–Chemnitz                                     | Kriebsteiner Straße 2 (Karte)          | Ende 19. / Anfang 20. Jahrhundert                                                                                              | Eisenbahngeschichtliche Bedeutung. Lang gestreckter, zweigeschossiger Putzbau mit Mansarddach, zum Gleis Laderampe, der sich anschließende breitere Baukörper mit überdachter Rampe und Turm. | 08961149 |
| Direkt Bild zu diesem Denkmal hochladen | Stattlicher Vierseithof mit Wohnstallhaus, Scheune, Seitengebäude und Auszugshaus          | Oberstraße 10 (Karte)                  | 1883/1884 (Wohnstallhaus, Seitengebäude und Scheune); 1911 (Auszugshaus)                                                       | Elementarer Bestandteil der älteren Ortsbebauung, bau- und wirtschaftsgeschichtlich von Bedeutung. - Wohnstallhaus: Erdgeschoss massiv, Porphyrgewände, Obergeschoss Fachwerk, Giebel dekorativ verschiefert - Scheune: Fachwerk mit Drempel, böhmisch verbretterte Tore, alte Fenster - Stallscheune: Erdgeschoss massiv, Obergeschoss bzw. Drempel Fachwerk, Lastenaufzug - Seitengebäude mit Wohnung: Erdgeschoss massiv, Porphyrgewände an Türen und Fenstern, Obergeschoss Fachwerk, Giebel Außenseite Schiefer | 08961138 |
| Direkt Bild zu diesem Denkmal hochladen | Nordwestliches Wohnstallhaus und nordöstliches Seitengebäude eines Bauernhofes             | Tanneberger Hauptstraße 11 (Karte)     | Schlussstein bezeichnet mit 1754 (Wohnstallhaus); 1860 (Seitengebäude)                                                         | Beide Gebäude in Fachwerkbauweise von bau- und sozialgeschichtlicher Bedeutung, in ihrem Erscheinungsbild entscheidend ortsbildprägend. - Wohnstallhaus: alter Baukörper, großer Dachstuhl, Erdgeschoss Bruchstein, verputzt, Porphyrgewände, Backofenanbau, Obergeschoss Fachwerk, für die Gegend recht strebenreich, die Außenseiten mit violettem Schiefer beschlagen, originale Fenster - Seitengebäude: Erdgeschoss massiv, Porphyrgewände, Obergeschoss Fachwerk, verkleidet, Rest von Schieferbeschlagung, originale Tür und Fenster, beide Gebäude Krüppelwalmdach | 08961148 |
| Direkt Bild zu diesem Denkmal hochladen | Häuslerhaus                                                                                | Tanneberger Hauptstraße 13 (Karte)     | 1. Drittel 19. Jahrhundert | Bau- und heimatgeschichtlich von Bedeutung. Erdgeschoss massiv, Porphyrgewände, Obergeschoss Fachwerk, dekorativ verschiefert, Giebel verkleidet, Dach Schiefer, mit Anbau. | 08961127 |
| Direkt Bild zu diesem Denkmal hochladen | Häuslerhaus                                                                                | Tanneberger Hauptstraße 20 (Karte)     | Mitte 19. Jahrhundert | Obergeschoss Fachwerk verkleidet, authentischer Teil der alten Ortsbebauung, baugeschichtlich von Bedeutung. Erdgeschoss massiv, originale Fenstergrößen, zwei massive Anbauten zur Straße hin. | 08961130 |
| Direkt Bild zu diesem Denkmal hochladen | Häuslerhaus                                                                                | Tanneberger Hauptstraße 34 (Karte)     | 1. Hälfte 19. Jahrhundert | Obergeschoss Fachwerk, bau- und heimatgeschichtlich von Bedeutung. Erdgeschoss verputzt, Porphyrgewände, kleiner Stall, Giebeldreieck verbrettert, Dach Schiefer, Backofenanbau. | 08961132 |
| Direkt Bild zu diesem Denkmal hochladen | Westliches Wohnstallhaus und nördliches Seitengebäude eines Dreiseithofes                  | Tanneberger Hauptstraße 45 (Karte)     | Anfang 19. Jahrhundert | Stattlicher Hof in Fachwerkbauweise, bau- und wirtschaftsgeschichtlich von Bedeutung. - großes Wohnstallhaus: Erdgeschoss massiv, Obergeschoss und Giebel Fachwerk, verkleidet, Krüppelwalmdach - Seitengebäude (ehemalige Stallscheune): Erdgeschoss Garageneinbau, Durchfahrt, Obergeschoss Fachwerk, Rückseite verbrettert, Schiebefenster | 08961137 |
| Direkt Bild zu diesem Denkmal hochladen | Häuslerhaus                                                                                | Tanneberger Hauptstraße 48 (Karte)     | 2. Hälfte 19. Jahrhundert | Schlichter Putzbau von heimatgeschichtlicher Bedeutung. Verputzter zweigeschossiger Bau mit Holzgewänden, originalen Fenstern, originaler Tür, eventuell Fachwerk im Obergeschoss, Krüppelwalmdach und Schieferdeckung. | 08961150 |
| Direkt Bild zu diesem Denkmal hochladen | Dreiseithof mit Wohnhaus, Seitengebäude und Scheune (ohne Anbau)                           | Tanneberger Hauptstraße 50 (Karte)     | Anfang 19. Jahrhundert | Strukturprägender Bauernhof in Fachwerkbauweise mit guter Originalsubstanz, bau- und wirtschaftsgeschichtlich von Bedeutung. - Wohnhaus: Erdgeschoss massiv, Obergeschoss Fachwerk, Giebel verkleidet - Seitengebäude: Fachwerk auch im Erdgeschoss, Obergeschoss einriegelig (gezapft), alte Fenster - Scheune: Fachwerk, verbrettert, kleiner Schauer | 08961139 |
|                                         | Ehemalige Schule                                                                           | Tanneberger Hauptstraße 51 (Karte)     | Türsturz bezeichnet mit 1853                                                                                                   | Zeitweise Gemeindeamt, zeittypischer Putzbau, ortshistorische Bedeutung. Zweigeschossiger Bau mit Porphyrgewänden, profiliertes Türportal, im Giebel Palladiomotiv. | 08961133 |
| Weitere Bilder                          | Kirche, Kirchhof mit Einfriedungsmauer, sieben Grabmale und Kriegerdenkmal mit Gedenktafel | Tanneberger Hauptstraße 53 (Karte)     | Im Kern romanisch, 1379 Dendro (Kirche); Anfang 15. Jahrhundert (Bischofsfigur); Anfang 16. Jahrhundert (Altar); 1727 (Kanzel) | Kleine, im Kern romanische Saalkirche mit qualitätvoller Ausstattung von baugeschichtlichem und ortsgeschichtlichem Wert sowie Kirchhof von ortsgeschichtlicher Bedeutung. - Kirche: verputzter Bruchsteinbau mit hohen Rundbogenfenstern, gedrungener Eingangsbau mit Spitzbogenportal, eingezogener Chor, Dachreiter, Schieferdeckung - Innen: - spätromanische Pforte mit eisenbeschlagener Tür (13. Jahrhundert), Triumphbogen, zweiflügeliger Schnitzaltar Anfang 16. Jahrhundert Muttergottes, Nikolaus, Hl. mit Kreuz, Hl. Michael und Mann mit Schwert, Rückseite: Schmerzensmann, Muttergottes, Kalvarienberg, - Predella: zwölf Apostel (gemalt), Porphyrsakramentsnische mit Vorhangbogen - Taufstein 1895 gestiftet - Kanzel: vier Evangelisten in hölzernen Blendbögen, Zahnschnitt - Empore: Nordseite mit kräftigen Schiffskehlchen, Orgel- und Südempore 18. Jahrhundert - Orgel: klein, einmanualig, mit biedermeierlichem Prospekt - Kirchhof (Nebenanlage): - Denkmal für die Gefallenen des Ersten und Zweiten Weltkrieges: Porphyrkreuz, Gedenktafel - Grabmale: - Grabmal neogotisch, 2. Hälfte 19. Jahrhundert, nicht lesbar - Grabmal Biedermeier, 1. Hälfte 19. Jahrhundert, Porphyrkubus mit Urne - Grabmal Johann Gottfried Klinger: verst. 1846, neogotisch, Sandstein mit Kreuz - Grabmal Johann Gottlob Poch: 1798–1823, Sandstein, Gutsbesitzer und Familie, Grabmal von Bildhauer Gleißberg aus Langenau - Grabmal Johann Christlieb Becker: 19. Jahrhundert, Sandstein, stark verwittert - Grabmal Auguste Emilie Arnold: 1837–1893, Kreuz als Baumstamm mit Anker | 08961134 |
| Direkt Bild zu diesem Denkmal hochladen | Häuslerhaus                                                                                | Tanneberger Hauptstraße 55 (Karte)     | Anfang 19. Jahrhundert | Unmittelbar vor der Kirche und dem Kirchhof stehend, entscheidend straßenbildprägend im Ortskern gelegen, baugeschichtlich von Bedeutung. Erdgeschoss massiv, Obergeschoss Fachwerk, neu verbrettert, wärmegedämmt. | 08961135 |
| Direkt Bild zu diesem Denkmal hochladen | Südwestliches Wohnstallhaus eines ehemaligen Vierseithofes                                 | Tanneberger Hauptstraße 59 (Karte)     | Anfang 19. Jahrhundert | Ortsbildprägendes Fachwerkgebäude, baugeschichtlich von Bedeutung. Erdgeschoss massiv, Obergeschoss und Giebel Fachwerk, verkleidet bzw. verschiefert, Walmdach. | 08961136 |
| Direkt Bild zu diesem Denkmal hochladen | Nördliches Wohnstallhaus eines Vierseithofes                                               | Tanneberger Hauptstraße 65 (Karte)     | Ende 18. Jahrhundert | Traditionelles Fachwerkhaus von bau- und heimatgeschichtlicher Bedeutung. - Wohnstallhaus: Erdgeschoss massiv, im Innern teils Lehmziegel, Obergeschoss Fachwerk, verbrettert, Fachwerk-Anbau - Nebengebäude (Abbruch, 2005 durch Neubau-Pension ersetzt): Erdgeschoss und Giebel massiv, Seiten Fachwerk, verbrettert, Scheune: Fachwerk, verbrettert, teils massiv - Stallscheune (Streichung 2005): Erdgeschoss und Giebel massiv, Obergeschoss Fachwerk, verkleidet, Lastenaufzug, baulich verändert, kein Denkmalwert - zweites Seitengebäude (Streichung 2005): baulich verändert, kein Denkmalwert | 08961140 |
| Direkt Bild zu diesem Denkmal hochladen | Südliches Auszugshaus und westliches Seitengebäude eines Vierseithofes                     | Tanneberger Hauptstraße 67 (Karte)     | Mitte 19. Jahrhundert (Stallscheune); Ende 19. Jahrhundert (Auszugshaus)                                                       | Zeittypische Fachwerkgebäude von baugeschichtlichem Wert. - Stallscheune: Erdgeschoss massiv, böhmisch verbrettertes Tor, Einfahrt, Obergeschoss Fachwerk, Giebel Schiefer - Auszugshaus: Erdgeschoss massiv, Porphyrgewände, verbrettertes Tor, Obergeschoss Fachwerk – teilweise verkleidet, Heuaufzugluke, Giebel verschiefert | 08961142 |
| Direkt Bild zu diesem Denkmal hochladen | Ausgedinge (Nr. 83, ohne Anbau) und westliche Scheune (zu Nr. 85) eines Vierseithofes      | Tanneberger Hauptstraße 83, 85 (Karte) | Laut Auskunft 1839 (Auszugshaus); 1. Hälfte 19. Jahrhundert (Scheune)                                                          | Gebäude in Fachwerkbauweise, baugeschichtlich von Bedeutung, wichtig für die Ortsstruktur. - Ausgedinge: Erdgeschoss massiv, verändert, originales Türblatt, Obergeschoss Fachwerk, verbrettert bzw. verschiefert - Scheune: 1/3 Bruchsteinmauerwerk, sonst Fachwerk, Außenseite verbrettert, Giebel Schiefer | 08961143 |

## Tabellenlegende
- Bild: Bild des Kulturdenkmals, ggf. zusätzlich mit einem Link zu weiteren Fotos des Kulturdenkmals im Medienarchiv Wikimedia Commons. Wenn man auf das Kamerasymbol klickt, können Fotos zu Kulturdenkmalen aus dieser Liste hochgeladen werden:
- Bezeichnung: Denkmalgeschützte Objekte und ggf. Bauwerksname des Kulturdenkmals
- Lage: Straßenname und Hausnummer oder Flurstücknummer des Kulturdenkmals. Die Grundsortierung der Liste erfolgt nach dieser Adresse. Der Link (Karte) führt zu verschiedenen Kartendiensten mit der Position des Kulturdenkmals. Fehlt dieser Link, wurden die Koordinaten noch nicht eingetragen. Sind diese bekannt, können sie über ein Tool mit einer Kartenansicht einfach nachgetragen werden. In dieser Kartenansicht sind Kulturdenkmale ohne Koordinaten mit einem roten bzw. orangen Marker dargestellt und können durch Verschieben auf die richtige Position in der Karte mit Koordinaten versehen werden. Kulturdenkmale ohne Bild sind an einem blauen bzw. roten Marker erkennbar.
- Datierung: Baubeginn, Fertigstellung, Datum der Erstnennung oder grobe zeitliche Einordnung entsprechend des Eintrags in der sächsischen Denkmaldatenbank
- Beschreibung: Kurzcharakteristik des Kulturdenkmals entsprechend des Eintrags in der sächsischen Denkmaldatenbank, ggf. ergänzt durch die dort nur selten veröffentlichten Erfassungstexte oder zusätzliche Informationen
- ID: Vom Landesamt für Denkmalpflege Sachsen vergebene, das Kulturdenkmal eindeutig identifizierende Objekt-Nummer. Der Link führt zum PDF-Denkmaldokument des Landesamtes für Denkmalpflege Sachsen. Bei ehemaligen Kulturdenkmalen können die Objektnummern unbekannt sein und deshalb fehlen bzw. die Links von aus der Datenbank entfernten Objektnummern ins Leere führen. Ein ggf. vorhandenes Icon  führt zu den Angaben des Kulturdenkmals bei Wikidata.